# Lycaena orus
Espèce
Lycaena  orus est une espèce d'insectes lépidoptères (papillons) de la famille des Lycaenidae et de la sous-famille des Lycaeninae.

## Dénominations
Lycaena  orus (Stoll, [1780])

### Noms vernaculaires
En anglais, il se nomme Wesstern Sorrel Copper.

## Biologie et répartition

### Plante hôte
Ses plantes hôte sont Polygonum undulatum et Rumex lanceolatus

### Répartition
Il n'est présent qu'en Afrique du Sud